# دون مكولي
دون مكولي (بالإنجليزية: Don McCauley)‏ هو لاعب كرة قدم أمريكية أمريكي، ولد في 12 مايو 1949 في ورسستر في الولايات المتحدة.

## وصلات خارجية
- دون مكولي على موقع مرجع كرة القدم المحترفة.كوم (الإنجليزية)
- دون مكولي على موقع قاعة كارولاينا الشمالية للمشاهير الرياضية (الإنجليزية)